# Thyenula
Thyenula is een geslacht van spinnen uit de familie springspinnen (Salticidae).

## Soorten
De volgende soorten zijn bij het geslacht ingedeeld:
- Thyenula ammonis Denis, 1947
- Thyenula arcana (Wesolowska & Cumming, 2008)
- Thyenula armata Wesolowska, 2001
- Thyenula aurantiaca (Simon, 1902)
- Thyenula fidelis Wesolowska & Haddad, 2009
- Thyenula hortensis Wesolowska & Cumming, 2008
- Thyenula juvenca Simon, 1902
- Thyenula magna Wesolowska & Haddad, 2009
- Thyenula oranjensis Wesolowska, 2001
- Thyenula sempiterna Wesolowska, 2000